# Tipula (Lunatipula) anthe
Tipula (Lunatipula) anthe is een tweevleugelige uit de familie langpootmuggen (Tipulidae). De soort komt voor in het Palearctisch gebied.